# Шапиева, Алпият Шапиевна
Шапиева Алпият Шапиевна (род. 3 марта 1955 года, с. Кичи-Гамри Дагестанская АССР – ум. 23 мая 2022 года, г. Избербаш Республика Дагестан) — советская и российская артистка. Известная и популярная артистка эстрады и народного вокала Дагестана. Народная артистка Дагестанской АССР (1990), Лауреат Государственной премии Республики Дагестан им Омарла Батырая (1995). 

## Биография
Родилась 3 марта 1955 года в селе Кичи-Гамри Сергокалинского района Дагестанской АССР. По национальности – даргинка.
Окончила среднюю школу, культпросветучилище и заочно факультет культуры Дагестанского государственного университета.
Скончалась 23 мая 2022 года после продолжительной болезни. Похоронена в г. Избербаш Республики Дагестан.

## Творческая деятельность
Трудовую и творческую деятельность начала работником Сергокалинского районного Дома культуры, проработав несколько лет в Сергокале перевелась в  Левашинский район, на должность – методиста районного Дома культуры, где проработала 10 лет, после чего переехала в город Избербаш и устроилась в городской дом культуры на должность артиста.
Лауреат Государственной премии Республики Дагестан им Омарла Батырая.
Пользовалась большой популярностью у народа Дагестана. Пела песни на стихи известных дагестанских поэтов и писателей: Хабиба Алиева, Рашида Рашидова,  Газимбега Багандова, Расул Гамзатова, но больше внимания уделяла произведениям мастера лирического стиха Сарат Алиевой.
Её песни звучали и по сей день звучат на телерадиовещании ГТРК «Дагестан» и РГВК «Дагестан».
Записала более 200 даргинских песен и 30 песен на языках народов Дагестана. Ездила по всему Дагестану с концертной программой, собирала полные залы.
Выступала на всевозможных фестивалях песни и танца, почти всегда становилась Лауреатом 1 степени. В её копилке призовых мест значатся:  Диплом Победителя Всесоюзного конкурса на лучшее исполнение советской народной песни коллективами и участниками художественной самодеятельности, проводимого ВЦСПС, Министерством культуры СССР и ЦК ВЛКСМ, Диплом Победителя Всесоюзного телевизионного конкурса «Музыкальный майдан», дипломы Лауреата Республиканских конкурсов «Голоса молодых», «Созвездие талантов», «Мастера сцены», памяти Заслуженной артистки РСФСР, Народной артистки ДАССР Султанат Курбановой и Народной артистки ДАССР Аминат Ибрагимовой.
В начале 2000 года неожиданно для всех объявила об окончании карьеры в связи с смертью брата и принялась за воспитание его детей.
Последний раз Алпият Шапиевну с просьбами убедили выступить на концерте к 90-летию Заслуженной артистки РСФСР, Народной артистки ДАССР Султанат Курбановой в городе Махачкала в 2014 году.

## Награды и премии
- Народная артистка Дагестанской АССР – Указ Президиума Верховного Совета Дагестанской АССР от 27 декабря 1990 г.
- Заслуженный работник культуры Дагестанской АССР – Указ Президиума Верховного Совета Дагестанской АССР от 11 мая 1987 г.
- Государственная премия Республики Дагестан им Омарла Батырая – 1995 г.
- Медаль «Ветеран труда» – Указ Президиума Верховного Совета СССР от 11 ноября 1982 г.